# Ceratinia callichroma
Ceratinia callichroma är en fjärilsart som beskrevs av Otto Staudinger 1885. Ceratinia callichroma ingår i släktet Ceratinia och familjen praktfjärilar. Inga underarter finns listade i Catalogue of Life.